# جیرینگ جیرینگ ادامه‌دار
جیرینگ جیرینگ ادامه‌دار (به انگلیسی: Jingle All the Way) فیلمی است محصول سال ۱۹۹۶ به کارگردانی برایان لوانت. در این فیلم بازیگرانی همچون آرنولد شوارتزنگر، سینباد، فیل هارتمن، ریتا ویلسون، رابرت کونراد، جیک لوید، جیم بلوشی، لرین نیومن، مارتین مول، هاروی کورمن، ریچارد مول، بیگ شو، کریس پارنل و کورتیس آرمسترانگ ایفای نقش کرده‌اند.

## خلاصه داستان
هاوارد لنگستون(آرنولد شوارتزنگر) همیشه دیر به مراسم مربوط به پسرش می‌رسد اما برای بدست آوردن دل پسرش حاضر است هر کاری بکند از همین رو به پسرش قول می‌دهد که عروسک توربومن را برای فرزندش بگیرد در روز کریسمس متوجه می‌شود که کریسمس شده و او قولش را فراموش کرده او برای خرید عروسک به همه فروشگاه‌های شهر می‌رود.
اما همه آنها عروسک را تمام کرده‌اند در این راه با مردی به نام مایرون لارابه (سینباد)مواجه می‌شود که یک پستچی است ورقابت سختی میان آن دو برای به دست آوردن عروسک درمی‌گیرد در پایان این جستجو او خسته و ناامید به خانه بازمی‌گردد اما فرزند و همسرش برای شرکت در رژه شهر او را ترک می‌کنند.
او به دنبال آنها می‌رود و به‌طور تصادفی و در پی غیبت بازیگر توربومن او را اشتباه می‌گیرند و لباس توربومن را به تن او می‌کنند او که وظیفه انتخاب یک بچه برای اهدای عروسک توربومن را دارد این جایزه را به فرزند خودش می‌دهد اما مایرون لارابه (سینباد) با بچه درگیر می‌شود در پایان پلیس مایرون را دستگیر می‌کند اما پسر هاوارد که پدرش را درلباس توربومن دیده تصمیم می‌گیرد عروسک را به مایرون بدهد چون می‌گوید من توربومن واقعی (پدرم) را درخانه دارم.